# Мирный (Вытегорский район)
Мирный — посёлок в Вытегорском районе Вологодской области. Административный центр Кемского сельского поселения.
С точки зрения административно-территориального деления входит в Кемский сельсовет, но не является его центром.

## География
Расположен при впадении реки Ньюкша в Кему. Расстояние по автодороге до районного центра Вытегры — 85 км. Ближайшие населённые пункты — Кабецово, Кузнецово, Татариха.

## Население
| 2002 | 2010 | 2012 |
| ---- | ---- | ---- |
| 1015 | ↘767 | ↗957 |